# Scuola dei Marangoni
La Scuola de San Isepo dei Marangoni da caxe abritait l’école de dévotion et de charité de l’art des charpentiers de la ville de Venise. Elle est située calle de la carozze, 3268  dans le sestiere de San Marco.

## Historique
Fondée en 1335 à partir d'une capitulaire latine du 23  novembre  1271.

## L'art des marangoni
L'art était divisé en quatre colonelli (branches) :
- marangoni da caxe : travaux à l'interieur des maisons
- marangoni da noghera : meubles
- marangoni da soaze : cadres
- marangoni da nave : bateaux

Il ne faut pas y ajouter d'autres formes de marangoni, à savoir :
- marangòn da grosso : charpentier ou maître de hache;
- marangòn de sutìlo : l'entrepreneur, qui travaille dans les meilleurs emplois;
- marangòn da remessi : le menuisier qui fabrique la toiture en bois (Placage ou intarsia)

Les statistiques de 1773 ont compté: marangoni de Caxa: 550 capimaestri, 91 garzoni, 342 ouvriers; 219 magasins; marangoni da noghera: 73 capimaestri, 15 garzoni, 76 travailleurs; 21 boutiques; marangoni da soaze: 50 capimaestri, 7 garzoni, 31 travailleurs; 29 boutiques; marangoni da rimessi: 25 capimaestri, 5 garzoni, 59 travailleurs; 38 boutiques.